# Priorat
Il Priorat (nome ufficiale in lingua catalana; in spagnolo Priorato) è una delle 41 comarche della Catalogna, con una popolazione di 9 665 abitanti; suo capoluogo è Falset.
Amministrativamente fa parte della provincia di Tarragona, che comprende 10 comarche.
Celebri i suoi vini (vins del Priorat), di notevole gradazione alcolica (fra i 13° e i 14°) ed esportati in tutta Europa e negli Stati Uniti d'America.

## Municipi
| città                  | superficie | popolazione | densità |
| ---------------------- | ---------- | ----------- | ------- |
| Bellmunt del Priorat   |            | 324         |         |
| La Bisbal de Falset    |            | 266         |         |
| Cabacés                |            | 342         |         |
| Capçanes               |            | 408         |         |
| Cornudella de Montsant |            | 979         |         |
| Falset                 |            | 2.717       |         |
| La Figuera             |            | 165         |         |
| Gratallops             |            | 246         |         |
| Guiamets               |            | 330         |         |
| Lloar                  |            | 111         |         |
| Marçà                  |            | 653         |         |
| Margalef               |            | 128         |         |
| El Masroig             |            | 538         |         |
| El Molar               |            | 302         |         |
| La Morera de Montsant  |            | 165         |         |
| Poboleda               |            | 353         |         |
| Porrera                |            | 488         |         |
| Pradell de la Teixeta  |            | 178         |         |
| Torre de Fontaubella   |            | 134         |         |
| Torroja del Priorat    |            | 142         |         |
| Ulldemolins            |            | 508         |         |
| Vilella Alta           |            | 121         |         |
| Vilella Baixa          |            | 198         |         |